# Église Notre-Dame-de-Beauvert de Sainte-Jalle
Pour les articles homonymes, voir Église Notre-Dame.
L'église Notre-Dame-de-Beauvert est une église romane située sur le territoire de la commune de Sainte-Jalle dans le département français de la Drôme en région Auvergne-Rhône-Alpes.
Elle est orthographiée Notre-Dame de Beauver sur le site Géoportail (IGN).

## Historique
L'église a été élevée à la place d'un grand bâtiment antique en réemployant des éléments de construction d'époque romaine, dont une inscription mentionnant un édile du pagus. Plusieurs autels élevés pour les déesses Baginatiae ont été retrouvés en 1999 à proximité de l'église lors de travaux concernant son chauffage.
Siège d'un prieuré clunisien, l'église fut construite au milieu XIIe siècle.
Elle fut fort remaniée au cours des siècles et eut à souffrir des guerres de Religion.
L'église fait l'objet d'une inscription au titre des monuments historiques depuis le 17 juillet 1926.